# Wilfrid Lawson, 2:e baronet, av Brayton
Wilfrid Lawson, född den 4 september 1822, död den 1 juli 1906, var en engelsk politiker och nykterhetsivrare. 

## Biografi
Lawson, som blev baronet vid faderns död 1867, var medlem av underhuset 1859–1865, 1868–1885, 1886–1900 och från 1903 till sin död. 
Från ungdomsåren ivrig anhängare av helnykterhetsrörelsen, framlade Lawson 1864 i underhuset första gången sitt lagförslag om local option, den så kallade Permissive bill om bemyndigande för röstägande inom ett distrikt att genom omröstning med 2/3 majoritet besluta om förbud mot försäljning av rusdrycker inom detta. Förslaget föll och kostade Lawson hans mandat vid nästa allmänna val, men upprepades av honom från 1869 nästan årligen, och 1880–1883 lyckades Lawson tre gånger genomdriva antagandet av en resolution i underhuset i samma syfte. Lawson var under många år president för United Kingdom Alliance, en vittutgrenad organisation med allmänt rusdrycksförbud på sitt program. 
Som politiker var han starkt radikal, förlorade vid 1900 års val sitt mandat på grund av sin häftiga opposition mot boerkriget och agiterade bland annat för avväpning samt för avskaffande av överhus och statskyrka. Lawson var som folktalare och parlamentarisk debattör mycket populär till följd av sin godmodiga humor. Han utgav jämte karikatyrtecknaren Francis Carruthers Gould en samling politiska satirer, Cartoons in rhyme and line (1904).
Han var son till Wilfrid Lawson, 1:e baronet, av Brayton och far till Wilfrid Lawson, 3:e baronet, av Brayton.